# Ivan Radulov
Ivan Radulov (Burgas, 7 gennaio 1939) è uno scacchista bulgaro.
Ottenne il titolo di Maestro Internazionale nel 1968 e di Grande Maestro nel 1972.

## Principali risultati
Vinse quattro volte il campionato bulgaro (1971, 1974, 1977 e 1980).
Dal 1968 al 1986 partecipò con la nazionale della Bulgaria a otto olimpiadi degli scacchi, ottenendo 70,5 punti su 111 partite (63,5%).

Vinse il bronzo individuale e di squadra nelle olimpiadi di Lugano 1968.
Altri risultati di rilievo:
- 1968 : secondo a Varna, dietro a Yuri Sakharov;[2]
- 1968/69 : primo-terzo con Ladislav Mišta e Enrico Paoli nell'11º torneo di Capodanno di Reggio Emilia;[3]
- 1971 : pari primo con Miguel Quinteros a Torremolinos;
- 1972 : primo nel torneo zonale di Helsinki;[4]
- 1974 : primo a Montilla Moriles, davanti a Kavalek, Pfleger, Gheorghiu e Andersson;
- 1975 : primo-terzo a Bajmok (ex æquo con Milan Matulović e Milan Vukić);
- 1975 : pari primo con Lev Polugaevsky a Montilla Moriles;
- 1976 : primo a Kikinda;
- 1983 : secondo a Silkeborg;
- 2013 : vince il campionato europeo seniores rapid.

Ha ottenuto il massimo rating FIDE in luglio 1973, con 2540 punti Elo.
Di professione ingegnere civile, ha contribuito alla progettazione della stazione ferroviaria centrale di Sofia.